# أفراهام يهودا غولدرات
الحاخام أفراهام يهودا غولدرات (بالعبرية: אַבְרָהָם יְהוּדָה גּוֹלְדְּרָאט‏) (1912 - 17 يونيو 1973) صحفي وسياسي إسرائيلي.
انتخب عضواً في الكنيست الإسرائيلي الأول بين عامي 1949 و1951.

## حياته
ولد في كيلسي في الإمبراطورية الروسية (وتقع اليوم في بولندا )، وحصل على رتبة حاخام بعد إنهاء دراسته. وعمل سكرتيرًا لفرع جماعة أجوداث إسرائيل في المدينة، وعمل صحفياً في صحيفة "دير فاد" في وارسو.
وفي عام 1933، هاجر إلى فلسطين تحت الانتدب البريطاني. وأصبح سكرتيرًا لحزب بوعالي أغودات يسرائيل، وقام أيضًا بتحرير صحيفة "هايسود" الأسبوعية وصحيفة "شاعاريم".
في انتخابات الكنيست الأولى عام 1949، فاز بمقعد عن قائمة الجبهة الدينية الموحدة، وهي تحالف من أربعة أحزاب دينية رئيسية. وخسر مقعده في انتخابات عام 1951. وفي عام 1954، ترك حزب بوعالي أغودات يسرائيل، وانضم لاحقًا إلى حزب مفدال (الحزب الديني القومي)، وأصبح عضوًا في مجلس إدارته، وكذلك رئيسًا لقسم الثقافة والإعلام فيه.
في عام 1967، أصبح رئيسًا لمكتبة رامبام في تل أبيب، وهو المنصب الذي شغله حتى عام 1973، العام الذي توفي فيه.

## روابط خارجية
- أفراهام يهودا غولدرات على الموقع الإلكتروني للكنيست